# Karangtawang (Kuningan)
Karangtawang is een bestuurslaag in het regentschap Kuningan van de provincie West-Java, Indonesië. Karangtawang telt 3724 inwoners (volkstelling 2010).